# Neolloydia matehualensis
Neolloydia matehualensis är en kaktusväxtart som beskrevs av Curt Backeberg. Neolloydia matehualensis ingår i släktet Neolloydia och familjen kaktusväxter. Inga underarter finns listade i Catalogue of Life.

## Bildgalleri

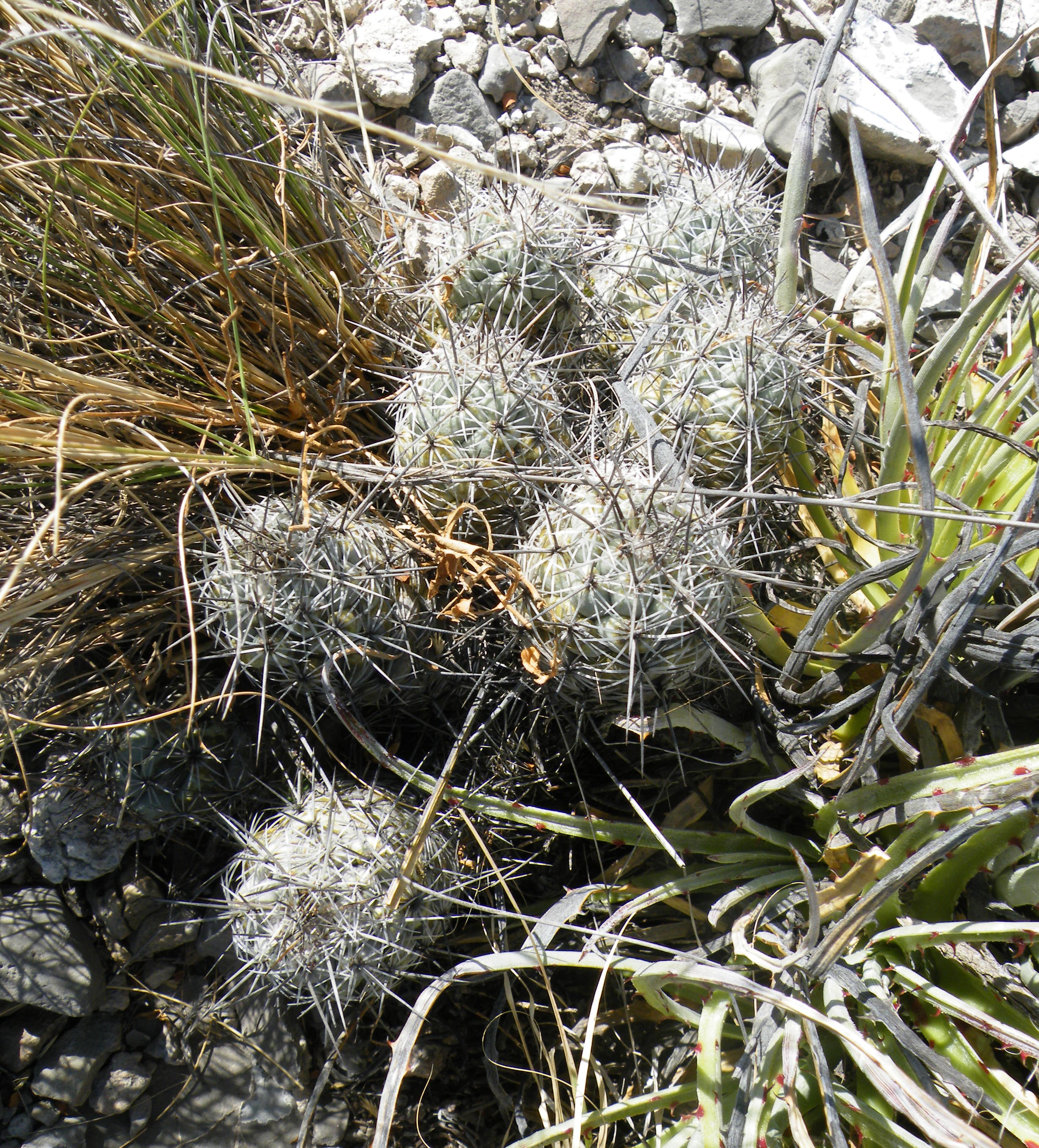